# 五十嵐顕
五十嵐 顕（いがらし あきら、1916年12月20日－1995年9月17日）は、日本の教育学者、東京大学名誉教授。教育財政学、マルクス主義教育学、ソビエト教育学を研究した。

## 生涯
福井県出身。東京帝国大学卒。文部省教育研修所(現国立教育研究所)所員、東京大学教育学部助教授、1968年東大教授。1977年定年退官、名誉教授、中京大学教授。
「わだつみ会」の会員として不戦運動に取り組んだ。

## 著書
- 『民主教育論 教育と労働』青木書店 1959
- 『国家と教育』明治図書出版 1973
- 『民主教育とはなにか』青木教育叢書 1976
- 『教育入門』新日本新書 1977
- 『マルクス主義の教育思想』青木教育叢書 1977
- 『民主教育と教育学』青木教育叢書 1978
- 『人間の心教育の心』あゆみ出版 1981
- 『「わだつみのこえ」を聴く 戦争責任と人間の罪との間』青木書店 1996　[注釈 2]

## 共編著
- 『現代の教育 第1 (社会進歩と教育)』国分一太郎,城丸章夫共編　新評論 1962
- 『大学政策・大学問題 その資料と解説』野村平爾,深山正光共編　労働旬報社 1969
- 『戦後教育の歴史』伊ケ崎暁生共編著　青木書店 1970
- 『岩波教育小辞典』大田堯,山住正己,堀尾輝久共編　岩波書店 1982
- 『矢川徳光 人と仕事』大槻健共編　あゆみ出版 1985

## 翻訳
- クララ・ツェトキン『民主教育論 労働者階級と教育』明治図書出版　1964
- ヘルンレ『プロレタリア教育の根本問題』明治図書出版　1972　世界教育学選集
- 『レーニン教育論』大月書店国民文庫　1973

## 参考
- デジタル版日本人名事典:
- 山田正行「五十嵐顕の遺稿，ノート，資料の意義について：「声なき声」に耳を澄ませつつ」『社会教育学研究』第５６号，2022年8月
- 山田正行「五十嵐顕の遺稿，ノート，資料の意義について（２）：'90,10.12付「覚書」を中心に」『社会教育学研究』第５７号，2023年4月